# ددی گایه
ددی گایه (انگلیسی: Dadi Gaye؛ زادهٔ ۲۱ مارس ۱۹۹۵) بازیکن فوتبال اهل گامبیا است.
وی همچنین در تیم ملی فوتبال گامبیا بازی کرده است.